# Alfakanal

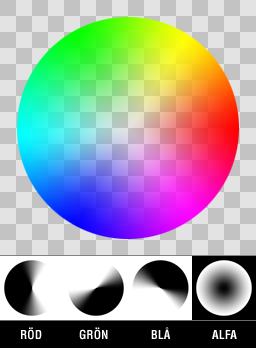
En bitmap med alfakanal

Alfakanalen är den fjärde komponenten utöver Röd, Grön och Blå, förkortat RGB, i en bitmappsbild. Den bestämmer graden av genomskinlighet av en pixel.